# Virucide
On nomme parfois commercialement virucide un produit, une solution ou un traitement censé « tuer » les virus. Il est à noter que le terme est étymologiquement incorrect, puisqu'un virus, ne possédant pas de métabolisme interne, ne peut être considéré comme vivant au sens strict. Il peut cependant être neutralisé.

## Effets virucides des ultraviolets
Les ultraviolets, provenant d'une lampe à UV ou du soleil, sont virucides, ils ont des applications professionnelles de stérilisation par ultraviolets.